# Friolzheim
Friolzheim település Németországban, azon belül Baden-Württembergben. Lakosainak száma 4271 fő (2023. december 31.).

## Népesség
A település népessége az elmúlt években az alábbi módon változott:
| Lakosok száma | 1240 | 1705 | 2498 | 2897 | 3102 | 3451 | 3537 | 3664 | 3833 | 4271 |
|               | 1961 | 1967 | 1974 | 1980 | 1987 | 1993 | 2000 | 2006 | 2013 | 2023 |